# Katharina Mangold-Wirz
Katharina Mangold-Wirz (* 23. Mai 1922 in Basel; † 22. November 2003 ebenda) war eine Schweizer Meeresbiologin und Malakologin. Sie hat hauptsächlich in Frankreich gearbeitet und sich vor allem mit Kopffüssern befasst.

## Leben und Wirken
Katharina Maria Mangold-Wirz war eine Tochter von Eduard Wirz (1891–1970) und Clara Wirz-Bürgin. Sie absolvierte 1940 das Gymnasium in Basel und studierte Medizin an der Universität Basel mit dem Ziel, Neurochirurgin zu werden. Von 1943 bis 1948 studierte sie Zoologie und promovierte mit einer Arbeit über das Gehirn nicht-menschlicher Lebewesen bei Adolf Portmann, die 1950 in Acta Anatomica veröffentlicht wurde.
1950 erhielt sie ein dreijähriges Stipendium an der Janggen-Pöhn-Stiftung in St. Gallen, um in Villefranche-sur-Mer und Banyuls-sur-Mer Opisthobranchen, auch Hinterkiemerschnecken genannt, zu erforschen. 1951 wurde sie zur Forscherin am Centre national de la recherché scientifique ernannt und konzentrierte sich von da an auf die Biologie der Kopffüßer.
Im Jahr 1958 heiratete sie Walter Mangold. 1961 verlieh ihr die Universität Paris den Doktortitel für ihre Dissertation, die in der Zeitschrift Vie et Milieu veröffentlicht wurde. Im selben Jahr wurde sie auch zur Forschungsstipendiatin am Centre National de la Recherché Scientifique befördert und 1966 zum Senior Researcher ernannt.
1969 wurde Katharina Mangold-Wirz als Gastprofessorin an die Memorial University of Newfoundland berufen, was ihr Anerkennung im Ausland einbrachte. 1983 wurde sie auf der Tagung des Cephalopod International Advisory Council in Banyuls-sur-Mer zur ersten Präsidentin gewählt. 1987 zog sie sich aus dem akademischen Bereich zurück, blieb aber weiterhin als Wissenschaftlerin aktiv. 1989 war sie Mitautorin des Cephalopoden-Bandes des Lehrbuchs Traité du Zoologie. 1993 wurde sie zum Ehrenmitglied auf Lebenszeit des Cephalopod International Advisory Council ernannt.
Der Oktopus Microeledone mangoldi und der Tintenfisch Asperoteuthis mangoldae wurden ihr zu Ehren benannt.

## Publikationen
- Studien über Cerebralisation: Zur quantitativen Bestimmung der Rangordnung bei Säugetieren. In: Acta Anatomica, Basel 1950.